# Ligustrum quihoui

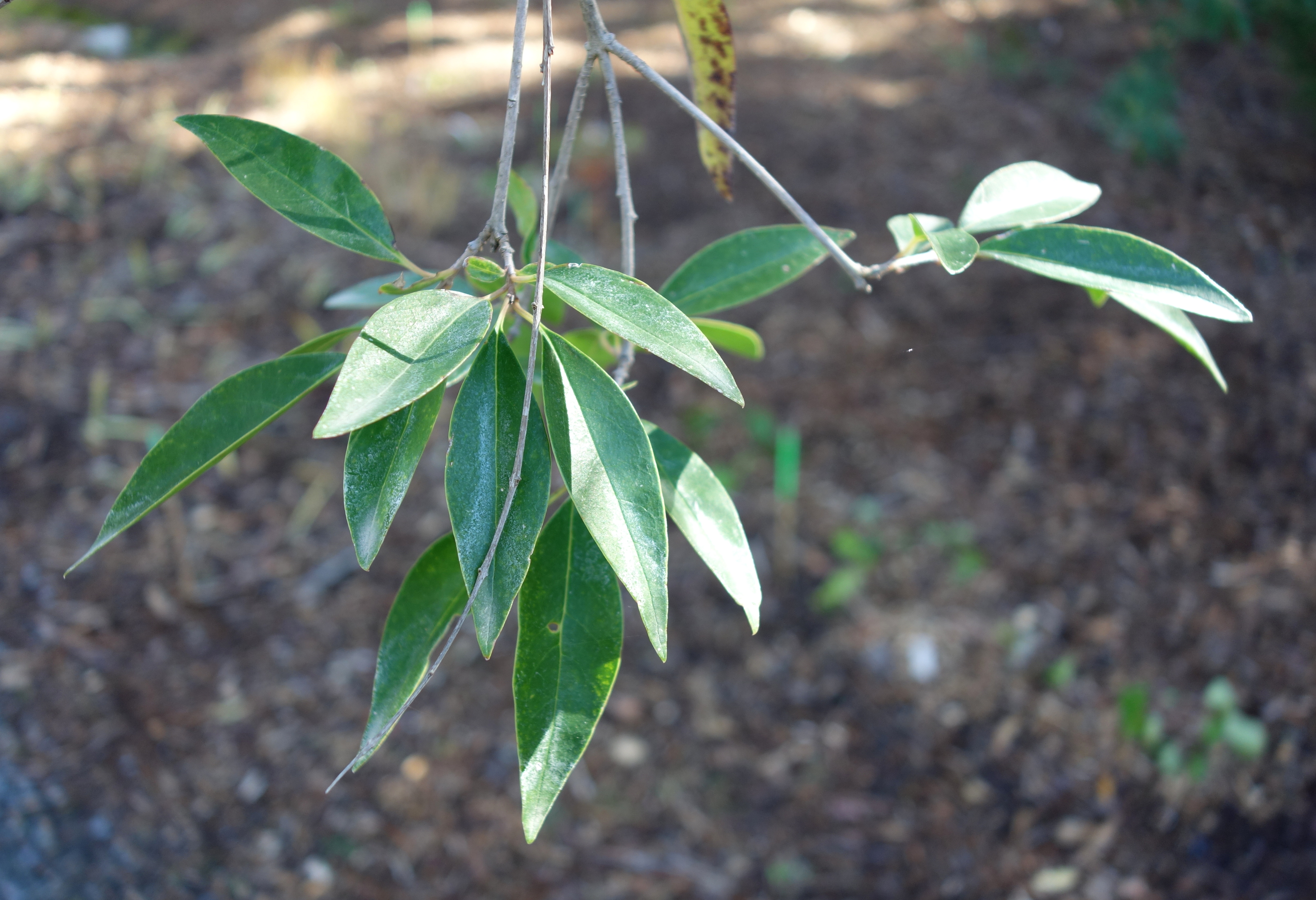
Blätter

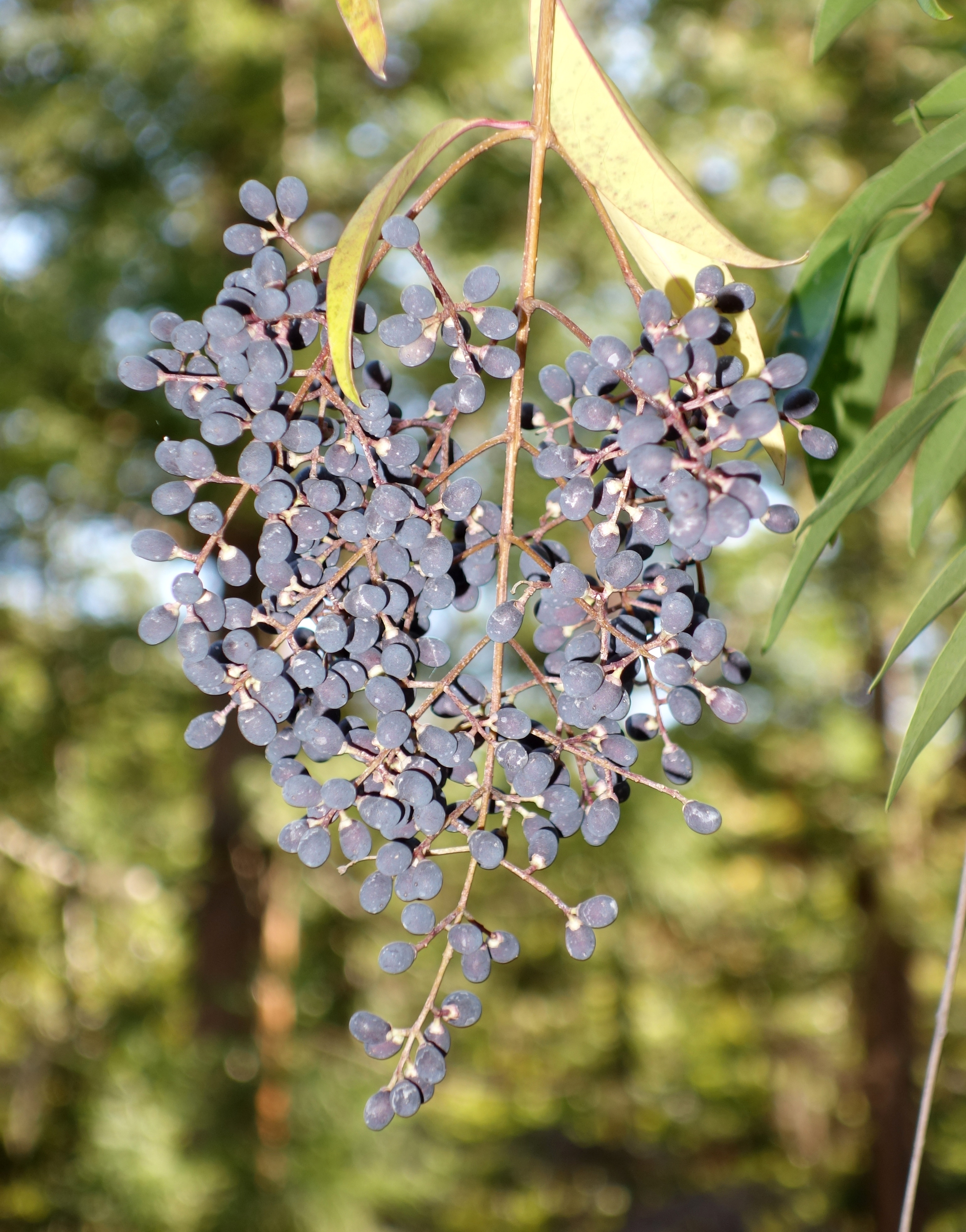
Früchte

Ligustrum quihoui, selten deutsch auch als Quihouis Liguster bezeichnet, ist ein Strauch aus der Gattung der Liguster (Ligustrum) in der Familie der Ölbaumgewächse. Sein Verbreitungsgebiet liegt in China und Korea.

## Beschreibung
Ligustrum quihoui ist ein sommergrüner, 1 bis 3 Meter hoher, breitwüchsiger Strauch mit weich rotbraun behaarten Trieben und dünnen, steifen, abstehenden Zweigen. Die Blätter haben einen 0 bis 5 Millimeter langen Blattstiel. Die Blattspreite ist einfach, derb, 1 bis 4 selten auch bis 5,5 Zentimeter lang und 0,5 bis 2 selten bis 3 Zentimeter breit, elliptisch bis verkehrt-eiförmig, stumpf mit spitz zulaufender Basis. Die Blattoberseite ist dunkelgrün, etwas glänzend und kahl. Es werden zwei bis vier, selten auch fünf Nervenpaare, deutlich auf beiden Seiten der Blätter sichtbar, gebildet.
Die Blüten stehen bis zu 500 in schmalen, lockeren, 4 bis 15 selten auch 22 Zentimeter langen und 2 bis 4 Zentimeter breiten Rispen. Die Einzelblüten sind beinahe sitzend. Sie haben einen 1,5 bis 2 Millimeter breiten unbehaarten Kelch, eine 4 bis 5 Millimeter breite Blütenkrone und eine Kronröhre von gleicher Länge wie die Kronzipfel. Die Staubblätter reichen über die Kronzipfel hinaus, die Staubbeutel sind 1,5 Millimeter lang. Die Früchte sind rundliche, verkehrt eiförmige oder elliptische, 5 bis 9 Millimeter lange und 4 bis 7 Millimeter breite, purpur-schwarze, beerenartige Steinfrüchte. 
Die Art blüht von Mai bis Juli, die Früchte reifen von August bis November.
Die Chromosomenzahl beträgt 2n = 46.

## Verbreitung und Ökologie
Das natürliche Verbreitungsgebiet liegt in der gemäßigten Zone von Asien in den chinesischen Provinzen Anhui, Guizhou, Henan, Hubei, Jiangsu, Jiangxi, Shaanxi, Shandong, Sichuan, Xizang, Yunnan und Zhejiang und in Korea. Die Art wächst in Steppen und Trockenwäldern in Höhen von 100 bis 2500 Metern auf trockenen bis frischen, schwach sauren bis stark alkalischen, sandigen, sandig-kiesigen oder sandig-lehmigen, nährstoffreichen Böden an licht- bis halbschattigen Standorten. Sie ist nässeempfindlich, wärmeliebend und mäßig frosthart.

## Systematik und Forschungsgeschichte
Ligustrum quihoui ist eine Art aus der Gattung der Liguster (Ligustrum) in der Familie der Ölbaumgewächse (Oleaceae), Tribus Oleeae. Die Art wurde von Élie-Abel Carrière im Jahr 1869 erstbeschrieben.

## Verwendung
Ligustrum quihoui wird selten wegen seiner dekorativen Blüten als Ziergehölz verwendet.

## Nachweise